# Manganozit
Manganozit je zelo redek mineral, zgrajen iz manganovega(II) oksida MnO. Prvič so ga opisali leta 1817 po odkritju v gorovju Harz, Saška - Anhalt, Zvezna republika Nemčija. Našli so ga tudi v Långbanu in Nordmarku na Švedskem, v  Franklin Furnace, New Jersey, Združene države Amerike, na Japonskem, Kirgizistanu in Burkina Fasu.
Pojavlja se tudi v manganovih nodulih in manganovih mineralih, na primer v rodokrozitu, v katerih nastaja med metamorfozo in meatsomatozo v okoljih z majhno vsebnostjo kisika.